# Sphingnotus insignis
Sphingnotus insignis es una especie de escarabajo longicornio del género Sphingnotus, tribu Tmesisternini, orden Coleoptera. Fue descrita por Perroud en 1855.

## Descripción
Mide 20-40 mm de longitud.

## Distribución
Se distribuye por Oceanía: Islas Salomón.